# Caiaque polo nos Jogos Mundiais de 2013
O torneio de Caiaque polo nos Jogos Mundiais de 2013 foi disputado nos dias 02 e 3 de Agosto de 2013, na Piscina Hernando Botero O’Byrne, em Cáli.

## Quadro de Medalhas
| Ordem | País         | Medalha de ouro | Medalha de prata | Medalha de bronze |   |
| ----- | ------------ | --------------- | ---------------- | ----------------- | - |
| 1     | Alemanha     | 2               |                  |                   | 2 |
| 2     | França       |                 | 1                | 1                 | 2 |
| 3     | Grã-Bretanha |                 | 1                |                   | 1 |
| 4     | Itália       |                 |                  | 1                 | 1 |
| TOTAL | TOTAL        | 2               | 2                | 2                 | 6 |

## Local de Disputa
| Cali -                            | Cali -   |
| --------------------------------- | -------- |
| Piscinas Hernando Botero O'byrneo |          |
| Exterior                          | Interior |
| Capacidade: 7.280                 |          |
| Inauguração: 1971                 |          |

## Torneio Masculino

### Equipes Participantes
| Torneio Classificatório | N. Vagas | Equipes                                                  |
| ----------------------- | -------- | -------------------------------------------------------- |
| Mundial de 2012         | 5        | Países Baixos · Alemanha · França · Austrália · Itália · |
| Equipe Convidada        | 1        | Canadá                                                   |

### 1a Fase
|    | Equipe        | Pts | J | V | E | D | Tentos a Favor | Tentos Contra | Saldo |
| -- | ------------- | --- | - | - | - | - | -------------- | ------------- | ----- |
| 1. | França        | 13  | 5 | 4 | 1 | 0 | 26             | 13            | +13   |
| 2. | Alemanha      | 10  | 5 | 3 | 1 | 1 | 19             | 10            | +9    |
| 3. | Itália        | 7   | 5 | 2 | 1 | 2 | 19             | 16            | +3    |
| 4. | Países Baixos | 7   | 5 | 2 | 1 | 2 | 16             | 13            | +3    |
| 5. | Austrália     | 6   | 5 | 2 | 0 | 3 | 19             | 17            | +2    |
| 6. | Canadá        | 0   | 5 | 0 | 0 | 5 | 5              | 35            | -30   |

| 2 de agosto | Países Baixos | 4 | 0 | Austrália | 08h45 | info |
| 2 de agosto | França        | 3 | 3 | Itália    | 09h20 | info |
| 2 de agosto | Alemanha      | 8 | 0 | Canadá    | 09h55 | info |
| 2 de agosto | Países Baixos | 3 | 4 | Itália    | 12h15 | info |
| 2 de agosto | França        | 9 | 2 | Canadá    | 12h50 | info |
| 2 de agosto | Alemanha      | 3 | 2 | Austrália | 13h25 | info |
| 2 de agosto | Países Baixos | 5 | 1 | Canadá    | 15h45 | info |
| 2 de agosto | Alemanha      | 2 | 3 | França    | 16h20 | info |
| 2 de agosto | Austrália     | 5 | 4 | Itália    | 16h55 | info |
| 3 de agosto | Austrália     | 8 | 1 | Canadá    | 07h00 | info |
| 3 de agosto | Alemanha      | 4 | 3 | Itália    | 07h35 | info |
| 3 de agosto | Países Baixos | 2 | 6 | França    | 08h10 | info |
| 3 de agosto | Itália        | 5 | 1 | Canadá    | 10h30 | info |
| 3 de agosto | França        | 5 | 4 | Austrália | 11h05 | info |
| 3 de agosto | Países Baixos | 2 | 2 | Alemanha  | 11h40 | info |

### 2a Fase

#### Disputa do 5o Lugar
| País 1        | Placar        | País 2        |
| 5o Lugar info | 5o Lugar info | 5o Lugar info |
| ------------- | ------------- | ------------- |
| Austrália     | 7-6           | Canadá        |

#### Fase Final
|  | Semifinais                       | Semifinais                       |   |                                  | Final                            | Final |  |
|  |                                  |                                  |   |                                  |                                  |       |  |
|  | 3 de agosto de 2013 - 13h25 info |                                  |   |                                  |                                  |       |  |
|  | França                           | 5                                |   |                                  |                                  |       |  |
|  | Países Baixos                    | 2                                |   |                                  |                                  |       |  |
|  |                                  |                                  |   |                                  |                                  |       |  |
|  |                                  |                                  |   |                                  | 3 de agosto de 2013 - 17h30 info |       |  |
|  |                                  |                                  |   |                                  | França                           | 4     |  |
|  |                                  | Alemanha                         | 5 |                                  |                                  |       |  |
|  |                                  |                                  |   |                                  |                                  |       |  |
|  |                                  |                                  |   |                                  |                                  |       |  |
|  |                                  |                                  |   |                                  | Terceiro lugar                   |       |  |
|  | 3 de agosto de 2013 - 14h00 info | 3 de agosto de 2013 - 14h00 info |   | 3 de agosto de 2013 - 16h20 info | 3 de agosto de 2013 - 16h20 info |       |  |
|  | Alemanha                         | 5                                |   | Países Baixos                    | 2                                |       |  |
|  | Itália                           | 2                                |   |                                  | Itália                           | 6     |  |

### Classificação Final
|    |               |  |  |  |
|    | Alemanha      |  |  |  |
|    | França        |  |  |  |
|    | Itália        |  |  |  |
| 4. | Países Baixos |  |  |  |
| 5. | Austrália     |  |  |  |
| 6. | Canadá        |  |  |  |

## Torneio Feminino

### Equipes Participantes
| Torneio Classificatório | N. Vagas | Equipes                                                     |
| ----------------------- | -------- | ----------------------------------------------------------- |
| Mundial de 2012         | 5        | Alemanha · Reino Unido · Austrália · Nova Zelândia · França |
| Equipe Convidada        | 1        | Estados Unidos                                              |

### 1a Fase
|    | Equipe         | Pts | J | V | E | D | Tentos a Favor | Tentos Contra | Saldo |
| -- | -------------- | --- | - | - | - | - | -------------- | ------------- | ----- |
| 1. | Alemanha       | 15  | 5 | 5 | 0 | 0 | 38             | 12            | +26   |
| 2. | Reino Unido    | 12  | 5 | 4 | 0 | 1 | 47             | 15            | +32   |
| 3. | Nova Zelândia  | 9   | 5 | 3 | 0 | 2 | 37             | 16            | +21   |
| 4. | França         | 6   | 5 | 2 | 0 | 3 | 42             | 18            | +24   |
| 5. | Austrália      | 3   | 5 | 1 | 0 | 4 | 37             | 26            | +11   |
| 6. | Estados Unidos | 0   | 5 | 0 | 0 | 5 | 3              | 117           | -114  |

| 2 de agosto | Reino Unido   | 29 | 1 | Estados Unidos | 07h00 | info |
| 2 de agosto | Austrália     | 1  | 5 | França         | 07h35 | info |
| 2 de agosto | Alemanha      | 3  | 1 | Nova Zelândia  | 08h10 | info |
| 2 de agosto | Alemanha      | 4  | 3 | França         | 10h30 | info |
| 2 de agosto | Austrália     | 24 | 0 | Estados Unidos | 11h05 | info |
| 2 de agosto | Reino Unido   | 4  | 2 | Nova Zelândia  | 11h40 | info |
| 2 de agosto | Alemanha      | 16 | 1 | Estados Unidos | 14h00 | info |
| 2 de agosto | Reino Unido   | 4  | 3 | Austrália      | 14h35 | info |
| 2 de agosto | Nova Zelândia | 5  | 4 | França         | 15h10 | info |
| 2 de agosto | Nova Zelândia | 21 | 1 | Estados Unidos | 17h30 | info |
| 2 de agosto | Reino Unido   | 8  | 3 | França         | 18h05 | info |
| 2 de agosto | Alemanha      | 9  | 5 | Austrália      | 18h40 | info |
| 3 de agosto | França        | 27 | 0 | Estados Unidos | 08h45 | info |
| 3 de agosto | Austrália     | 4  | 8 | Nova Zelândia  | 09h20 | info |
| 3 de agosto | Alemanha      | 6  | 2 | Reino Unido    | 09h55 | info |

### 2a Fase

#### Disputa do 5o Lugar
| País 1        | Placar        | País 2         |
| 5o Lugar info | 5o Lugar info | 5o Lugar info  |
| ------------- | ------------- | -------------- |
| Austrália     | 12-0          | Estados Unidos |

#### Fase Final
|  | Semifinais               | Semifinais               |   |                          | Final                    | Final |  |
|  |                          |                          |   |                          |                          |       |  |
|  | 3 de agosto - 12h15 info |                          |   |                          |                          |       |  |
|  | Alemanha                 | 6                        |   |                          |                          |       |  |
|  | França                   | 2                        |   |                          |                          |       |  |
|  |                          |                          |   |                          |                          |       |  |
|  |                          |                          |   |                          | 3 de agosto - 16h55 info |       |  |
|  |                          |                          |   |                          | Alemanha                 | 2     |  |
|  |                          | Reino Unido              | 1 |                          |                          |       |  |
|  |                          |                          |   |                          |                          |       |  |
|  |                          |                          |   |                          |                          |       |  |
|  |                          |                          |   |                          | Terceiro lugar           |       |  |
|  | 3 de agosto - 12h50 info | 3 de agosto - 12h50 info |   | 3 de agosto - 15h45 info | 3 de agosto - 15h45 info |       |  |
|  | Reino Unido              | 5                        |   | França                   | 4                        |       |  |
|  | Nova Zelândia            | 4                        |   |                          | Nova Zelândia            | 3     |  |

### Classificação Final
|    |                |  |  |  |
|    | Alemanha       |  |  |  |
|    | Reino Unido    |  |  |  |
|    | França         |  |  |  |
| 4. | Nova Zelândia  |  |  |  |
| 5. | Austrália      |  |  |  |
| 6. | Estados Unidos |  |  |  |